# Гилозоизм
Гилозои́зм (греч. ὕλη — материя и ζωή — жизнь) — представление о том, что вся материя является одушевлённой, или сама по себе, или путём участия в функционировании Мировой души, или каким-либо похожим образом.
Теорию гилозоизма развивали ещё представители ионийской (милетской) школы натурфилософов. Термин введён в XVII веке Ралфом Кедвортом, который вместе с Генри Мором (1614—1687) говорил о «пластической природе» — бессознательной, бестелесной субстанции, которая управляет и организует материю и, таким образом, производит природные явления, выступая в качестве божественного инструмента изменения. Представителем гилозоизма являлся также французский философ Ж.-Б. Робине (1735—1820).
Гилозоизм логически отличается как от более ранних форм анимизма, персонифицирующего природу, так и от панпсихизма, приписывающего определённую форму сознания или ощущения всей материи. [Чем?]